# Walther Gothan
Walther Ulrich Eduard Friedrich Gothan (* 28. August 1879 in Woldegk; † 30. Dezember 1954 in Berlin) war ein deutscher Geologe und Paläobotaniker. Sein botanisches Autorenkürzel lautet „Gothan“.

## Leben

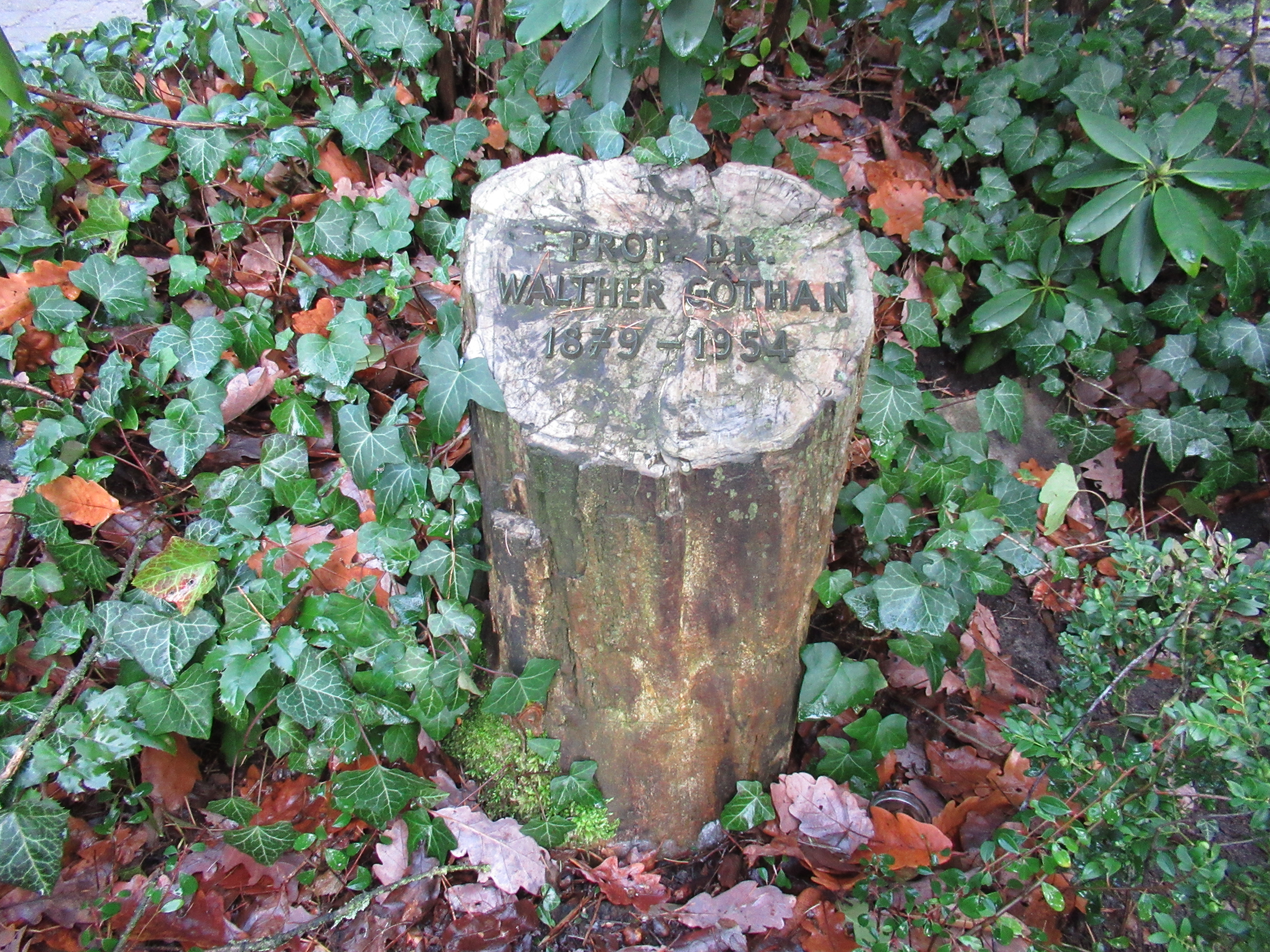
Gothans Grabstein in Gestalt eines versteinerten Baumstamms auf dem Friedhof Heerstraße in Berlin-Westend

Walther Gothan wurde als Sohn eines Töpfermeisters in der kleinen südostmecklenburgischen Landstadt Woldegk geboren. Nach einjährigem bergmännischen Praktikum studierte er ab 1899 Geologie und Bergbau an den Bergakademien Clausthal und Berlin sowie 1903/04 Chemie und Philosophie an der Universität Berlin. 1905 wurde er mit der von Henry Potonié angeregten Dissertation „Zur Anatomie lebender und fossiler Gymnospermenhölzer“ an der Universität Jena zum Dr. phil. promoviert. Bereits seit 1903 als unbesoldeter Assistent an der Preußischen Geologischen Landesanstalt tätig, wurde er dort 1910 Assistent, 1913 nach Potoniés Tod Sammlungskustos, 1927 Bezirksgeologe, 1929 Landesgeologe und 1938 Abteilungsleiter. 1908 habilitierte sich Gothan an der Bergakademie Berlin, die 1916 an die Technischen Hochschule Charlottenburg (später TU Berlin) angegliedert wurde. Dort lehrte er von 1919 bis 1939 als nichtbeamteter a.o. Professor. Von 1927 bis 1945 war Gothan auch als Honorarprofessor an der Universität Berlin tätig, wo er 1946/47 zum Professor mit vollem Lehrauftrag ernannt wurde.
Die Untersuchungsverfahren der Kohlenpetrographie wurden unter Gothan entwickelt und weiter ausgebaut. Die Pollen- und Sporenanalyse wurde auch in der Kohlenforschung eingeführt. Besonderes Augenmerk legte er auf die Erforschung der Steinkohlen des Ruhrgebietes, aber auch der Floren von Spitzbergen, wo er auch mit einem geographischen Namen, dem Gothan-Kamm, geehrt wurde.
Walther Gothan verfasste über 300 wissenschaftliche Arbeiten zur Paläobotanik, insbesondere über die Stein- und Braunkohlenflora, und zur Kohlenpetrologie. Gothan war ein überaus musischer Mensch, der mehrere Orchesterinstrumente beherrschte und auch eine poetisch-humoristische Ader besaß. Neben anderen ist sein Gedicht „Was ist ein Geologe?“ eines der meistzitierten in Studenten- und Fachkreisen. Nach dem Zweiten Weltkrieg arbeitete er für die Akademie der Wissenschaften der DDR, deren ordentliches Mitglied er im Jahre 1949 wurde, und die Humboldt-Universität Berlin. Seinen Wohnsitz behielt er jedoch weiter im Westteil der Stadt in Charlottenburg, wo er auch verstarb. Gothan war einer der letzten Paläontologen, die einen Gesamtüberblick über das Gebiet der Paläobotanik besaßen.
1948 erhielt er die Leopold-von-Buch-Plakette. 1954 wurde er Ehrenmitglied der Paläontologischen Gesellschaft.
Walter Gothan starb Ende 1954 im Alter von 75 Jahren in Berlin. Sein Grab befindet sich auf dem Friedhof Heerstraße in Berlin-Westend (Grablage: II-W10-134h).

## Schriften
- Über die Gattung Thinnfeldia Ettingshausen. In: Abhandlungen der Naturhistorischen Gesellschaft zu Nürnberg. Band 19, Heft 3, 1912, S. 67–80, Tafel 13–16, (Nachtrag in: Abhandlungen der Naturhistorischen Gesellschaft zu Nürnberg. Band 19, Heft 4, 1914, S. 87–88).
- Die unterliassische („rhätische“) Flora der Umgebung von Nürnberg. In: Abhandlungen der Naturhistorischen Gesellschaft zu Nürnberg. Band 19, Heft 4, 1914, S. 89–186, Tafel 17–39.
- Henry Potonié: Lehrbuch der Paläobotanik. 2. Auflage, umgearbeitete von W. Gothan. Gebrüder Borntraeger, Berlin 1921, (archive.org).
- Karbon und Perm – Pflanzen (= Georg Gürich (Hrsg.): Leitfossilien. Ein Hilfsbuch zum Bestimmen von Versteinerungen bei geologischen Arbeiten in der Sammlung und im Felde. Lieferung 3). Gebrüder Borntraeger, Berlin 1923, (archive.org).
- mit Hermann Weyland: Lehrbuch der Paläobotanik. Akademie-Verlag, Berlin 1954, (wurde sowohl ins Englische als auch ins Russische übersetzt).